# Fafá de Belém
Fafá de Belém, nom artístic de Maria de Fátima Palha de Figueiredo (Belém, Pará; 9 d'agost de 1956), és una cantant brasilera considerada una de les grans veus femenines de la Música Popular Brasileira. La seva veu de mezzosoprano ronca és coneguda pel seu ampli ventall emocional, des de balades tendres fins a cançons d'amor sensuals, passant per fados portuguesos fins a sambas i lambades enèrgiques.

## Biografia
Nascuda el 1956 a Belém, va fer el seu debut artístic l'any 1973 a la capital paraense. L'any següent va fer espectacles amb Zé Rodrix a Rio de Janeiro i amb Sérgio Ricardo a Belém i Salvador. El mateix any va aparèixer en les llistes d'èxits amb la cançó Filho da Bahia, que va formar part de la banda sonora de la reeixida telenovel·la de TV Globo Gabriela.

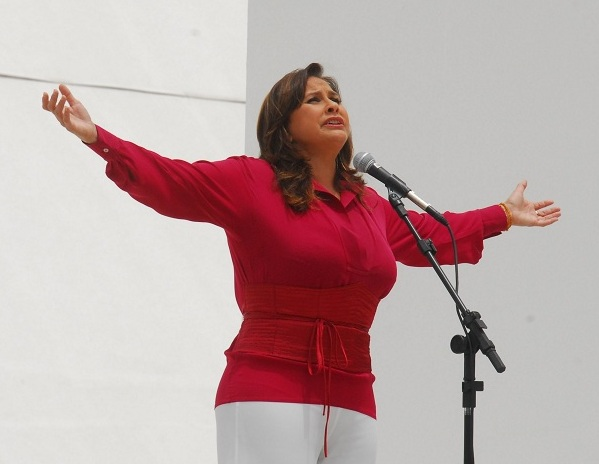
2010

El 1976 Fafá de Belém va gravar el seu primer LP; Tamba Tajá, que va rebre els elogis de la crítica. En aquells primers anys de carrera, l'artista era tinguda com un símbol sexual al Brasil, gràcies a les fotos que emprava en les portades dels seus àlbums.
El 1984 esdevingué la musa del moviment a favor de les eleccions lliures al Brasil, després de cantar Menestrel das Alagoas, escrita per Milton Nascimento i Fernando Brant, davant d'un milió de persones a Rio de Janeiro. També acostumava a cantar l'himne nacional en les manifestacions i fer volar un colom blanc, fets que la van dur a ser advertida pel règim militar. El 1993 el seu àlbum Meu Fado va ser platí a Portugal, país on és molt popular. Sense ser compositora, va trobar el seu espai enregistrat versions memorables dels més grans autors brasilers, en particular el seu CD Tanto Mar (2004), format íntegrament per temes de Chico Buarque. El llançament de 2005 de Fafa Novo Millennium, una recopilació d'èxits amb algun material nou, va vendre 500.000 còpies en el seu primer mes a les botigues.

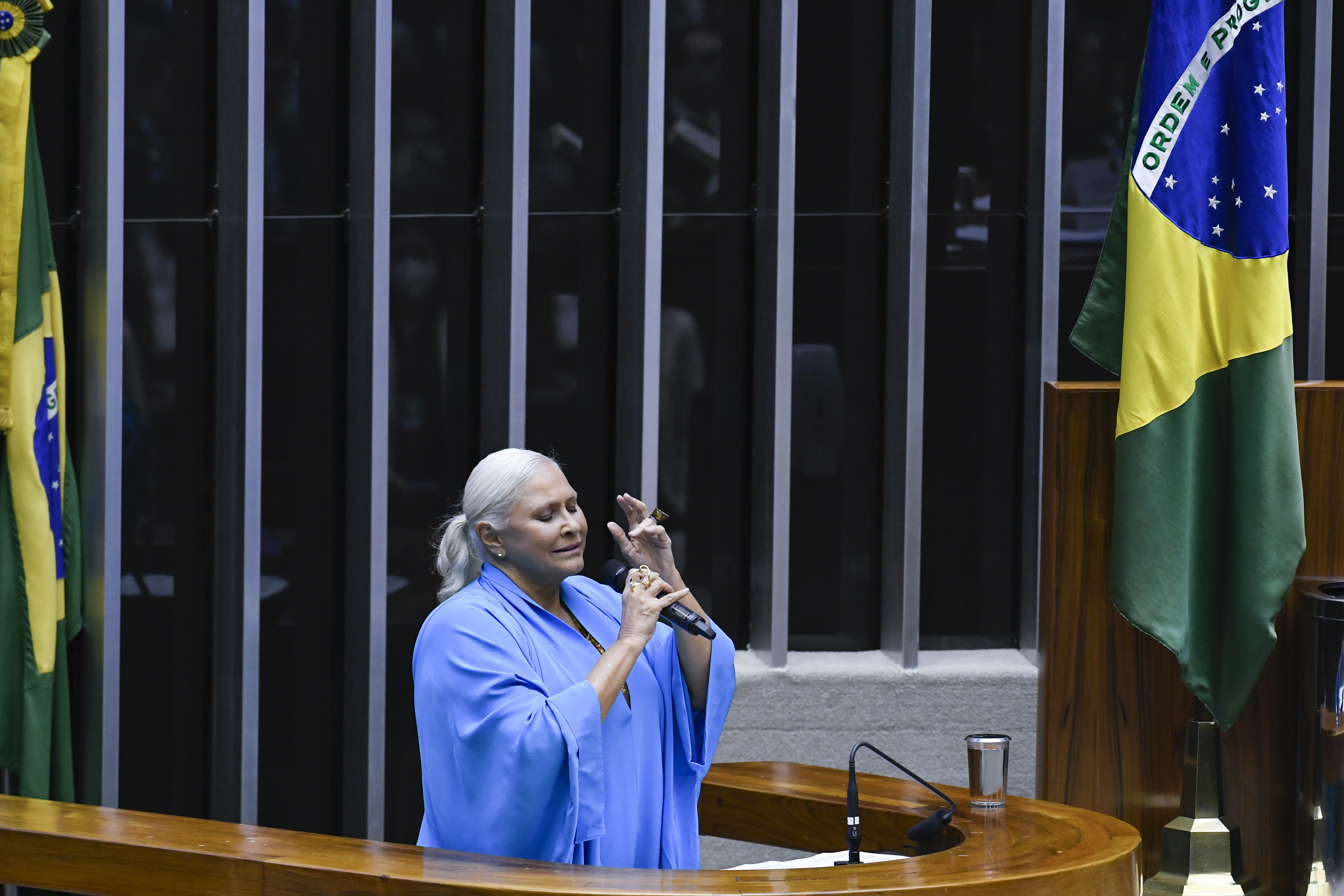
Interpretant l'himne nacional al Congrés Nacional, durant els actes del bicentenari de la Independència del Brasil (2022).

L'any 2015 va celebrar el seu 40è aniversari de carrera amb el llançament de Do tamanho certo para o meu sorriso, el primer àlbum després de deu anys sense entrar a l'estudi de gravació. En aquest disc va retre homenatge al brega, —estil musical molt arrelat al Pará—, reunint cançons clàssiques i algunes inèdites, com el tema Asfalto Amarelo. El seu àlbum Humana va ser considerat un dels 25 millors àlbums brasilers del primer semestre de 2019 per l'Associació Paulista de Critics d'Art.

## Discografia
| - 1976 – Tamba-Tajá - 1977 – Água - 1978 – Banho de cheiro - 1979 – Estrela radiante - 1980 – Crença - 1982 – Essential - 1983 – Fafá de Belém - 1985 – Aprendizes da esperança - 1986 – Atrevida | - 1987 – Grandes amores - 1988 – Sozinha - 1989 – Fafá - 1991 – Doces palavras - 1992 – Meu fado - 1993 – Do fundo do meu coração - 1994 – Cantiga pra ninar meu namorado - 1995 – Fafá – ao vivo - 1996 – Pássaro sonhador | - 1998 – Coração brasileiro - 2000 – Maria de Fátima Palha Figueiredo - 2002 – Voz e piano – ao vivo - 2002 – O canto das águas - 2004 – Tanto mar – Fafá de Belém canta Chico Buarque - 2007 – Fafá de Belém – ao vivo (CD e DVD) - 2015 – Do Tamanho Certo para o Meu Sorriso - 2017 – Do Tamanho Certo para o Meu Sorriso - Ao Vivo - 2019 – Humana |

## Actuació
Al llarg de la seva carrera, ha tingut papers en teatre musical, cinema i sèries de televisió. Aquests són els més destacats:
| Any  | Títol                      | Personatge         |
| ---- | -------------------------- | ------------------ |
| 2003 | Garotas do ABC             | Solange            |
| 2014 | Ruas Rivais                | Madame FáFá        |
| 2014 | Encantados                 |                    |
| 2020 | De Perto Ela Não É Normal  | Ela mesma          |
| 2020 | Música para Morrer de Amor | Cantora do karaokê |
| 2021 | Pai em Dobro               | Mãe Lua            |

| Any  | Títol                            | Personatge                      |
| ---- | -------------------------------- | ------------------------------- |
| 2007 | Caminhos do Coração              | Ana Gabriela dos Santos Luz     |
| 2008 | Os Mutantes: Caminhos do Coração | Ana Gabriela dos Santos Luz     |
| 2017 | A Força do Querer                | Almerinda dos Anjos / Mere Star |
| 2018 | O Outro Lado do Paraíso          | Ela mesma                       |
| 2018 | Vai que Cola                     | Gigi                            |
| 2019 | Férias em Família                | Jacinta                         |
| 2022 | Independências                   | Madame Corneta                  |
| 2023 | Travessia                        | Ela mesma                       |

| Any  | Títol                              | Personatge |
| ---- | ---------------------------------- | ---------- |
| 1973 | Tem Muita Goma no Meu Tacacá       |            |
| 1974 | Os Sete Gatinhos                   | Silene     |
| 2011 | Paixão de Cristo de Nova Jerusalém | Maria      |

## Guardons

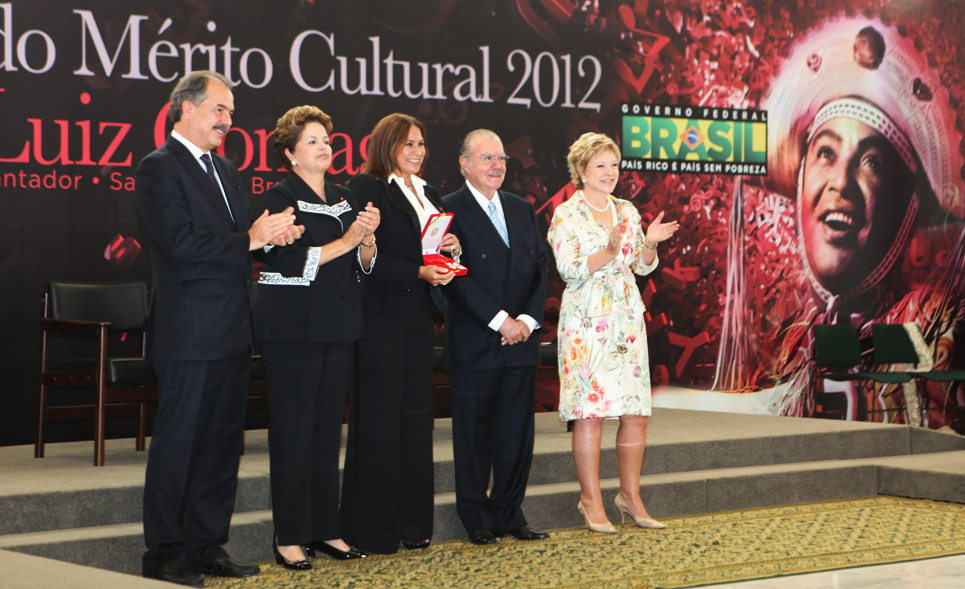
Amb la presidenta Dilma Rousseff, rebent la medalla de l'Orde del Mèrit Cultural (2012).

Va rebre del govern portuguès la medalla de l'Orde de l'Infant Dom Henrique (2003) i del govern del Brasil, la medalla de l'Orde del Mèrit Cultural.